# 毛枝蘚
毛枝蘚（学名：Pilotrichopsis dentata）为隱蒴蘚科毛枝蘚屬下的一个种。